# フジクラ・ダイヤケーブル
株式会社フジクラ・ダイヤケーブルは、東京都千代田区丸の内に本社を置く企業である。フジクラ・三菱電線工業・西日本電線の3社の各社が蓄積してきた技術、開発力を継承、発展させる目的、建設・電販市場における合弁販売会社として設立された。
のちにフジクラ・三菱双方の産業用電線製造事業の統合を受け、2016年4月1日に両社から産業用電線事業全般に係る製造機能および販売機能の譲受を受けた。

## 事業内容
- 建設・電販向け電線ケーブルの製造・販売
- メタルケーブル及び光ケーブルの製造・販売
- 通信・電力部品、VVF、変圧器、電線管の製造・販売

## 事業所・支店・営業所
- 事業所‐熊谷事業所・鈴鹿事業所・福井事業所
- 支店 -  北海道・東北・中部・北陸・関西・四国・中国・九州
- 営業所 - 大分・南九州・沖縄

## 沿革
- 2005年（平成17年）
  - 1月26日 - フジクラ（60%）、三菱電線工業（30%）、西日本電線（10%）の出資により設立。
  - 4月1日 - 営業開始。
- 2016年（平成28年）4月1日 - フジクラと三菱電線工業から産業用電線事業全般に係る製造機能及び販売機能を譲受、製販一体による事業運営を開始。同時に出資比率を変更（フジクラ70%、三菱電線工業30%）。株式会社フジクラの関係会社株式会社シンシロケーブルを子会社化
- 2019年（令和元年）8月5日 - 本社を東京都中央区築地１丁目１２番２２号から東京都千代田区丸の内3丁目3番1号へ移転。
- 2022年（令和4年）5月1日 - 株式会社フジクラの関係会社米沢電線株式会社、フジクラ物流株式会社、富士資材加工株式会社を子会社化

## 関係会社
- 株式会社シンシロケーブル
- 米沢電線株式会社
- フジクラ物流株式会社
- 富士資材加工株式会社